# Stephen Adams (Eishockeyspieler)
Stephen Adams (* 13. Juli 1990 in Belfast, Nordirland, Vereinigtes Königreich) ist ein nordirischer Eishockeyspieler, der seit 2017 bei den Solway Stingrays in der Scottish National League unter Vertrag steht. International spielt er für die irische Eishockeynationalmannschaft.

## Karriere
Stephen Adams, der im nordirischen Belfast geboren wurde, begann seine Karriere bei den Solway Sharks aus dem schottischen Dumfries, mit denen er 2008 das Endspiel des schottischen Pokalwettbewerbs erreichte, das jedoch mit 4:7 gegen die Dundee Stars verloren ging. Anschließend wechselte er in die Republik Irland, wo er zwei Jahre für die Latvian Hawks in der Irish Ice Hockey League auf dem Eis stand und 2010 den irischen Meistertitel erringen konnte. Nach diesem Erfolg zog es ihn in seine Geburtsstadt, wo er von den Belfast Giants jedoch nicht in der Elite Ice Hockey League eingesetzt wurde. So kehrte er zu den Solway Sharks zurück, die als einziges schottisches Team in der (englischen) National Ice Hockey League spielen. Mit den Haien gewann er zunächst in der Spielzeit 2011/12 die Division II der National Ice Hockey League und erreichte damit den Aufstieg in deren Division I, in der er mit der Mannschaft seither spielte und deren Playoffs das Team dann 2014 für sich entscheiden konnte, nachdem im Vorjahr bereits die Hauptrunde gewonnen werden konnte. Neben seinen Einsätzen in der National Ice Hockey League spielte er für seine Mannschaft auch in der Scottish National League. Seit 2017 spielt er für den Nachfolgeklub Solway Stingrays ebenfalls in der Scottish National League.

### International
Der britische Staatsbürger Adams spielte für Irland bei den Welttitelkämpfen der Division III 2009, 2010, 2012 und 2013. Nachdem ihm mit dem Team von der grünen Insel 2010 der Aufstieg gelungen war, trat er bei der Weltmeisterschaft 2011 in der Division II an.

## Erfolge und Auszeichnungen
- 2010 Irischer Meister mit den Latvian Hawks
- 2010 Aufstieg in die Division II bei der Weltmeisterschaft der Division III, Gruppe A
- 2012 Aufstieg in die Division I der National Ice Hockey League mit den Solway Sharks
- 2013 Hauptrundenmeister der National Ice Hockey League mit den Solway Sharks
- 2014 Playoff- und Hauptrundenmeister der National Ice Hockey League (Nordstaffel) mit den Solway Sharks